# Boarmia clara
Boarmia clara là một loài bướm đêm trong họ Geometridae.